# 刘金 (唐朝)
刘金（9世纪—905年），曲溪人，一作楚州山阳人，唐朝政治人物。

## 生平
杨行密率军至天长县，刘金和高霸率军来投奔，作为杨行密属下三十六英雄之一，官至濠州团练使，被濠州人推崇。天祐二年（905年）九月，刘金去世，杨行密任命刘金的儿子刘仁规主持濠州事务。

## 家族
子刘仁规、刘仁赡。刘仁规苛刻用事，未得众心。刘仁规去世后，其子刘崇俊担任濠州刺史。南唐烈祖李昪在濠州设置定远军，任用刘崇俊为节度使。944年，清淮节度使姚景去世，刘崇俊用重礼厚赂朝中权要，要求兼领寿州。南唐元宗李璟把刘崇俊调为清淮军节度使，另任楚州刺史刘彦贞为濠州观察使，赶奔濠州代替了刘崇俊；刘崇俊很后悔。